# Aratuípe
Aratuípe är en kommun i Brasilien.   Den ligger i delstaten Bahia, i den östra delen av landet, 1 000 km öster om huvudstaden Brasília. Antalet invånare är 8 590.
Omgivningarna runt Aratuípe är en mosaik av jordbruksmark och naturlig växtlighet. Runt Aratuípe är det ganska glesbefolkat, med 23 invånare per kvadratkilometer.